# PDP-11

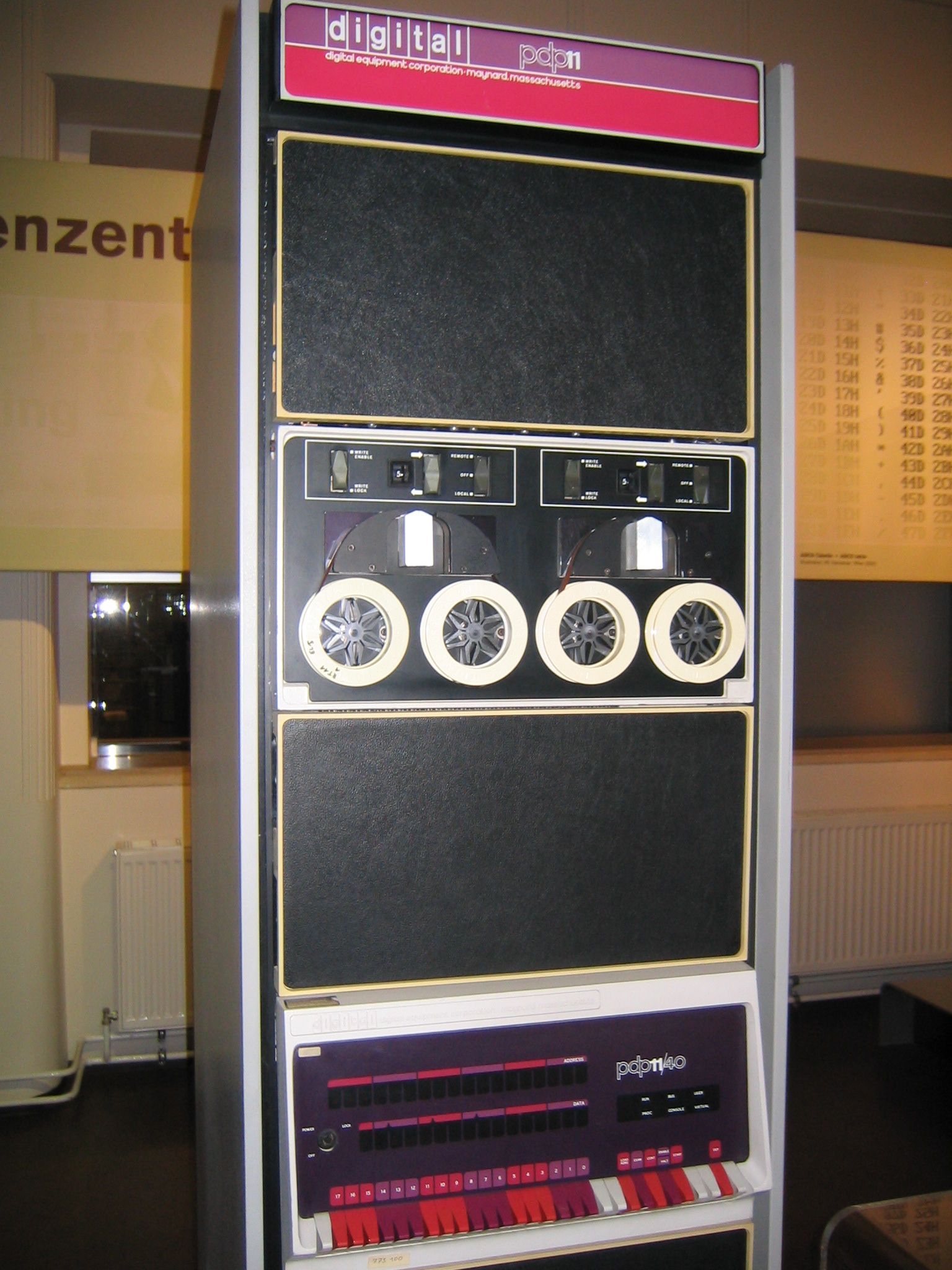
PDP-11, Minikomputer DEC PDP-11/40

PDP-11 – seria 16-bitowych minikomputerów sprzedawanych przez firmę Digital Equipment Corporation od roku 1970 do lat 90. Jakkolwiek nie był oficjalnie określany mianem następcy Digitala PDP-8 w ramach serii PDP (obie linie produktów współistniały na rynku ponad 10 lat), PDP-11 zastąpił PDP-8 m.in. w zastosowaniach związanych z obliczeniami czasu rzeczywistego. W komputerze wprowadzono innowacje, był łatwiejszy w programowaniu od poprzednika. Był lubiany przez programistów. Został zastąpiony przez VAX-11 – 32-bitowe rozwinięcie PDP-11. Systemy oparte na logice PDP-11 wytwarzano m.in. w krajach Europy Wschodniej. Został wyparty z rynku, jak inne minikomputery, przez komputery osobiste klasy IBM PC i Apple II oraz stacje robocze, w tym te wytwarzane przez Sun. Przez dekady PDP-11 był najmniejszym komputerem obsługującym system operacyjny Unix. Pierwszym modelem, który oficjalnie potrafił to robić był PDP-11/20, stworzony w 1970 roku. Łącznie sprzedano ponad 600 tysięcy egzemplarzy.

## Najważniejsze modele serii
Najważniejsze modele serii:

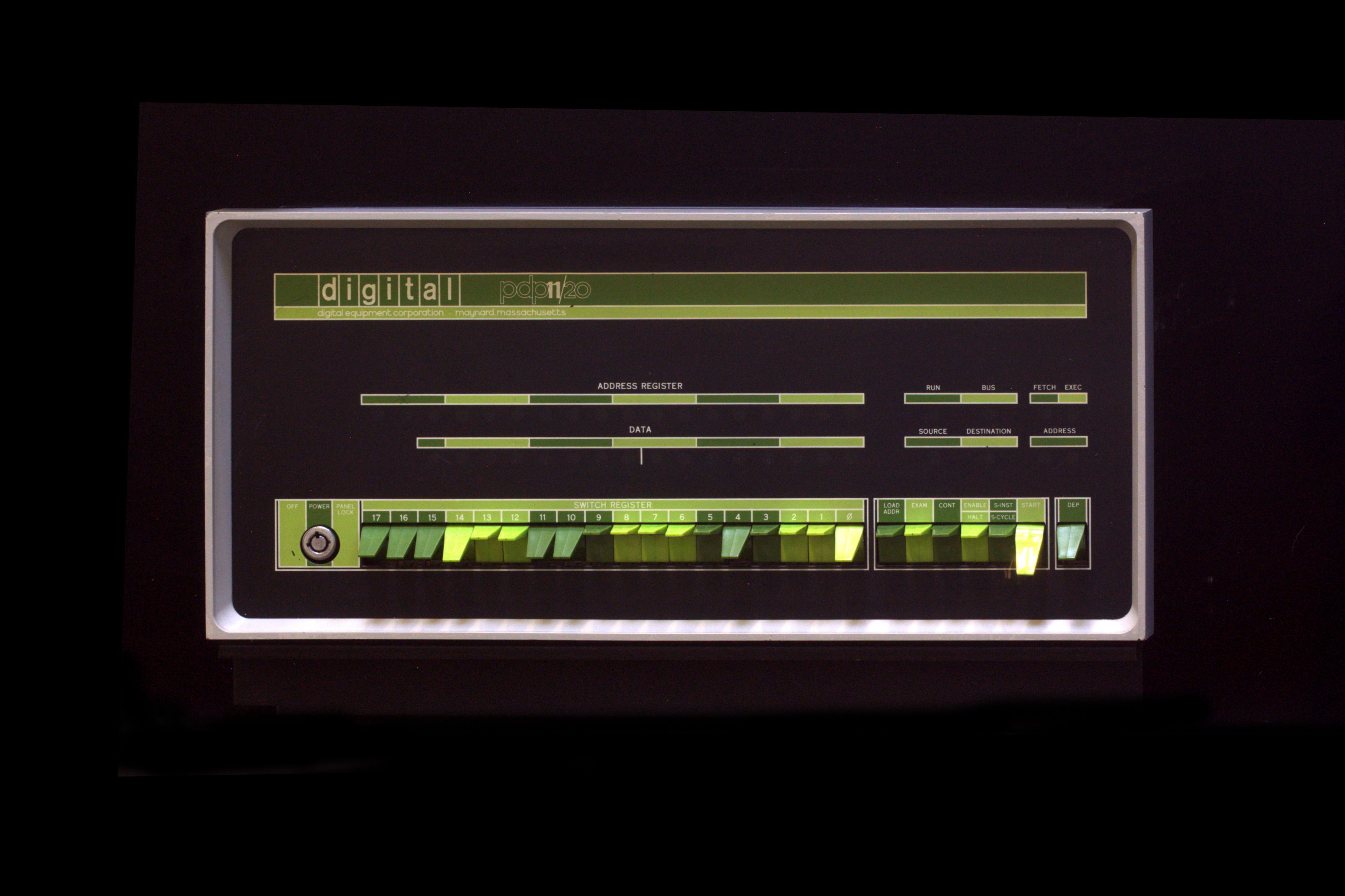
Przedni panel komputera PDP-11/20

- PDP-11/20 (1970) – pierwszy minikomputer łączący wszystkie podzespoły systemu: procesor, pamięć i urządzenia peryferyjne za pomocą jednej dwukierunkowej i asynchronicznej szyny o nazwie UNIBUS. Pozwala ona szybkim urządzeniom peryferyjnym na wymianę danych bez pośredniego buforowania w pamięci.
- PDP-11/45 (1971) – przeznaczony dla szerokiej grupy użytkowników o zróżnicowanych wymaganiach. Dzięki mechanizmowi zarządzania pamięcią, może ona być rozszerzona do 128 kB. Komputer miał rozbudowany procesor zmiennopozycyjny w porównaniu do swoich poprzedników.
- PDP-11/40 (1972) – miał dwukrotnie większą moc obliczeniową niż PDP-11/20. Moduł zmiennoprzecinkowy był instalowany opcjonalnie, co pozwalało znacząco obniżyć cenę w porównaniu z modelem PDP-11/20.
- PDP-11/05 i PDP-11/10 (1972) – komputery te zbudowano na bazie tego samego modelu procesora. PDP-11/05 był produkowany fabrycznie, podczas gdy PDP-11/10 był projektowany i produkowany specjalnie dla klienta końcowego. Jako pierwsze z serii PDP-11 miały czteropoziomowy system przerwań oraz wiele akumulatorów.

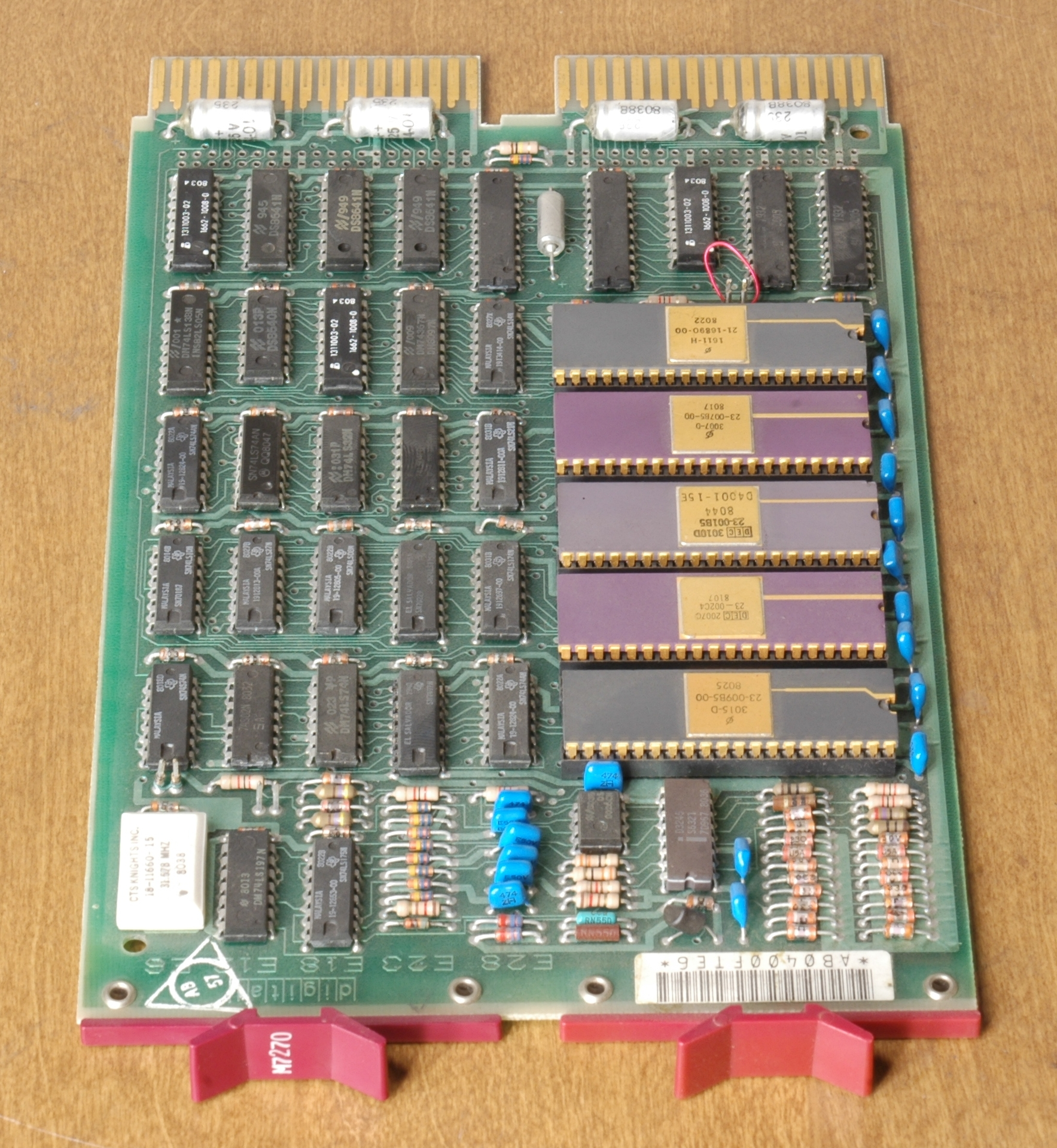
Moduł LSI-11/2

- LSI-11 (1975) – moduł będący w pełni funkcjonalnym komputerem, był przeznaczony głównie dla producentów sprzętu. Na jego płycie głównej znajdował się procesor, pamięć oraz porty wejścia/wyjścia[4].

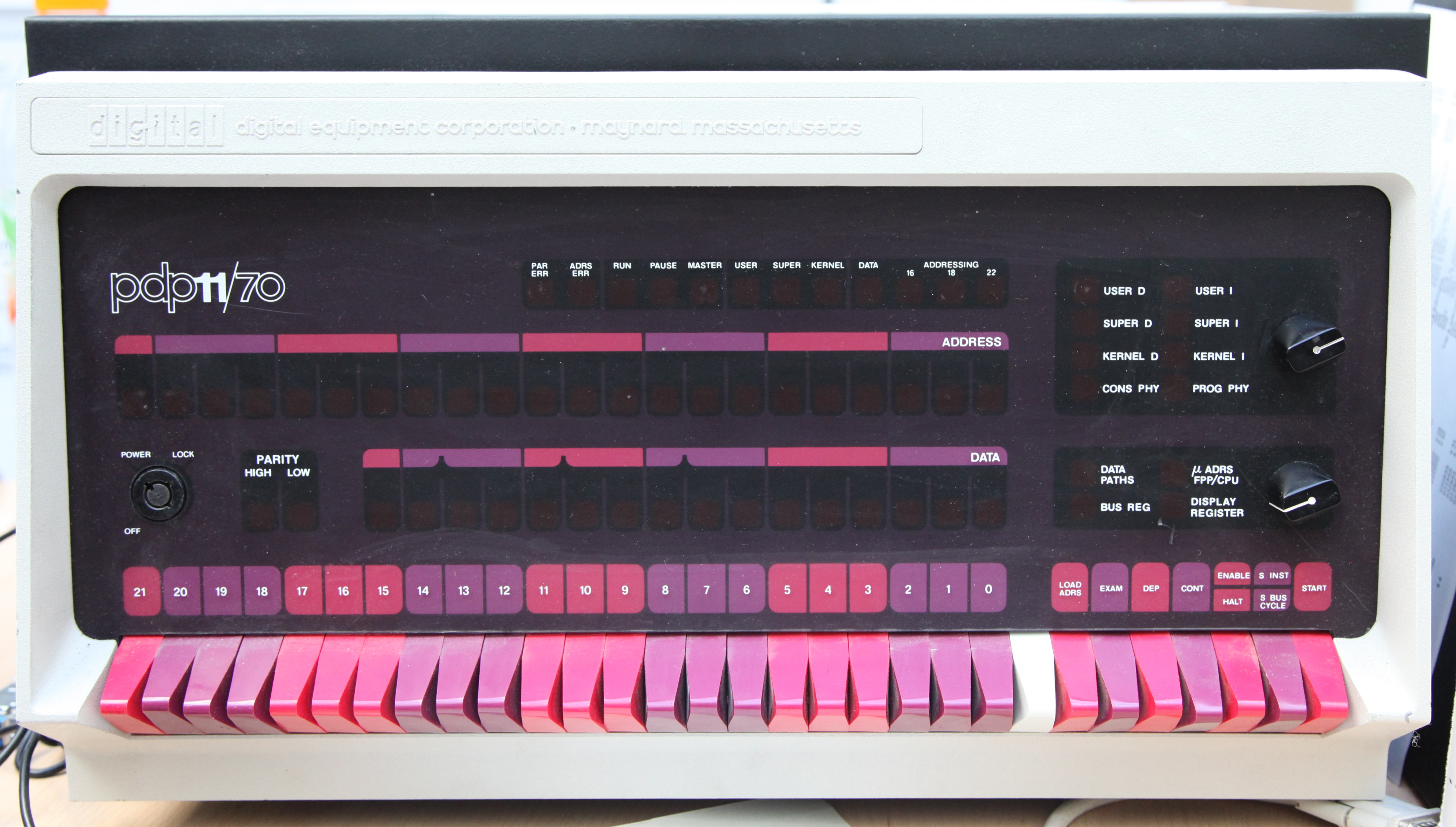
PDP-11/70

- PDP-11/70 (1975) – komputer o wysokiej wydajności, charakteryzujący się szybkością działania oraz dużą przepustowością danych. Dzięki temu wykorzystywany był w olbrzymich i skomplikowanych aplikacjach. Jest to pierwszy komputer z serii PDP-11 w którym użyto pamięć podręczną.

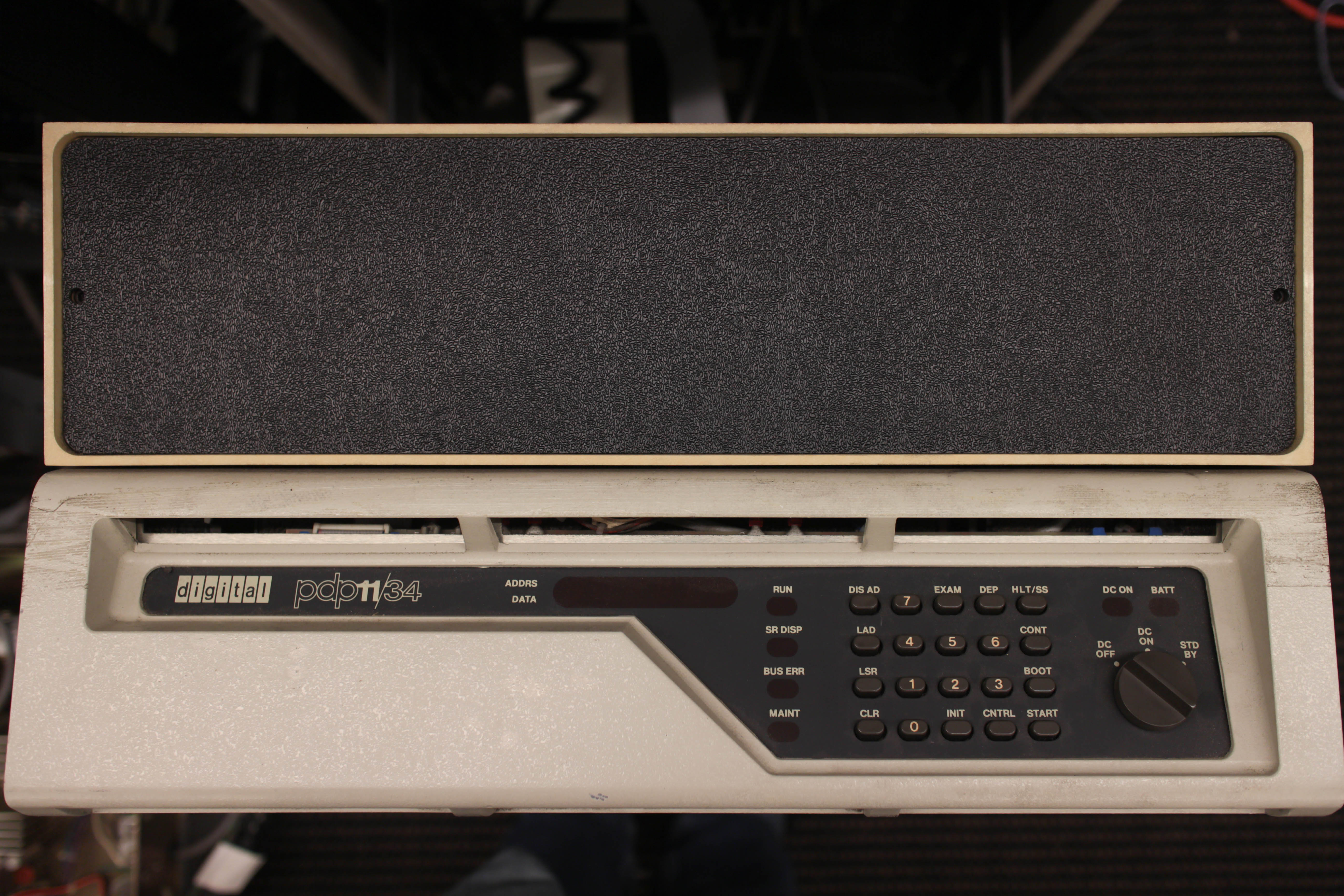
PDP-11/34

- PDP-11/34 (1975) – komputer o znacznie zmniejszonych wymiarach względem swoich poprzedników (dzięki czemu odniósł sukces). Obudowa jak na tamte czasy była tak mała, że elementy procesora znajdowały się na dwóch płytkach drukowanych. Komputer ma przestrzeń pozwalającą na rozbudowę systemu.
- PDP-11/60 (1977) – komputer miał funkcjonalności spotykane w ówczesnych czasach tylko w dużych i drogich komputerach. Zbudowany na sprawdzonej architekturze UNIBUS. Miał panel sterowania użytkownika, wcześniej nie występujący w konstrukcjach firmy DEC. Komputer wyposażony jest w pamięć podręczną.
- PDP-11/23 (1979) – komputer stworzony z myślą o uzupełnieniu luki cenowej i wydajnościowej pomiędzy mało wydajnym PDP-11/03, a wysoko wydajnym PDP-11/34.
- PDP-11/44 (1979) – miał możliwość rozszerzenia pamięci do 1 MB.
- PDP-11/24 (1981) – komputer czwartej generacji stworzony z myślą o zajęciu większej części rynku przez DEC. Ma wysoką kompatybilność z zewnętrznymi urządzeniami. Wyposażony jest w 1 MB pamięci oraz oparty jest na architekturze UNIBUS.
- PDP-11/83 (1985) – wyposażony w procesor o wysokiej wydajności KDJ11-BF oraz szynę Private Memory Interconnect pozwalającą na szybki transfer danych.
- PDP-11/93 i PDP-11/94 (1990) – komputery te oferowały 40% większą wydajność w stosunku do poprzednich komputerów serii PDP-11. Są to ostatnie komputery z tej serii.

## Urządzenia peryferyjne[5]

### Dalekopisyidrukarki
- ASR33 – pierwszy dalekopis posiadający tylko duże litery. Wydajność przetwarzania tekstu wynosi 10 znaków na sekundę, a transfer 110 bps, miał możliwość zamontowania taśmy perforowanej.
- ASR38 – model ASR33 z obsługą dużych i małych liter.
- LA30 DECwriter – drukarka o wydajności przetwarzania tekstu 30 znaków na sekundę.
- LA36 DecWriter II – drukarka, której wydajność przetwarzania tekstu wynosi 30 znaków na sekundę, a transfer 300 bps. Sprzedawane były dwa modele, jeden działa tylko w trybie odbioru, a drugi w trybie odbioru i nadawania danych.
- LA100 LetterWriter – drukarka posiadająca dwa zbiory czcionek oraz dwa tryby drukowania. W trybie szkicu osiąga wydajność 240 znaków na sekundę, a w trybie jakości 30 znaków na sekundę.
- LA120 DecWriter III - drukarka o wydajności druku 180 znaków na sekundę i transferze od 75 bps do 9600 bps.
- LP11 – wydajna drukarka o prędkości 1100 linii na minutę.
- LS11 – standardowa drukarka wierszowa o wydajności 60 linii na minutę.
- LV11 – wydajna drukarka o prędkości druku 122 880 punktów na minutę.

### TerminaleCRT
- VT05 – pierwszy terminal.
- VT52 – terminal z kursorem, klawiszami numerycznymi i funkcyjnymi.
- VT55 – model VT52 z wbudowaną drukarką graficzną.
- VT62 – model VT52 z obsługą wideo.
- VT100 – posiada wyświetlacz o rozdzielczości 80x24 znaki lub 132x14 znaków oraz odłączaną klawiaturę z 83-ma przyciskami.
- VT103 – model VT100 wyposażony w płytę LSI.
- VT125 – model VT100 z możliwościami graficznymi.
- VT220 – posiada 12" ekran o rozdzielczości 80x24 znaki lub 132x24 znaki. Wyposażony jest w tryb emulacji terminala VT52, 105 klawiszy oraz port drukarki. Prędkość transmisji wynosi od 75 bps do 19200 bps.
- VT240 – posiada 12" monochromatyczny ekran o rozdzielczości 800x240.
- VT241 – model VT240 z kolorowym ekranem o przekątnej 13".

### Czytnikikart perforowanych
- CR11 – wydajność 300 kart (80-kolumnowych) na minutę.
- CD11 – wydajność 1200 kart (80-kolumnowych) na minutę.
- PC11/PR11 – odczyt 300 znaków na sekundę, zapis 50 znaków na sekundę.

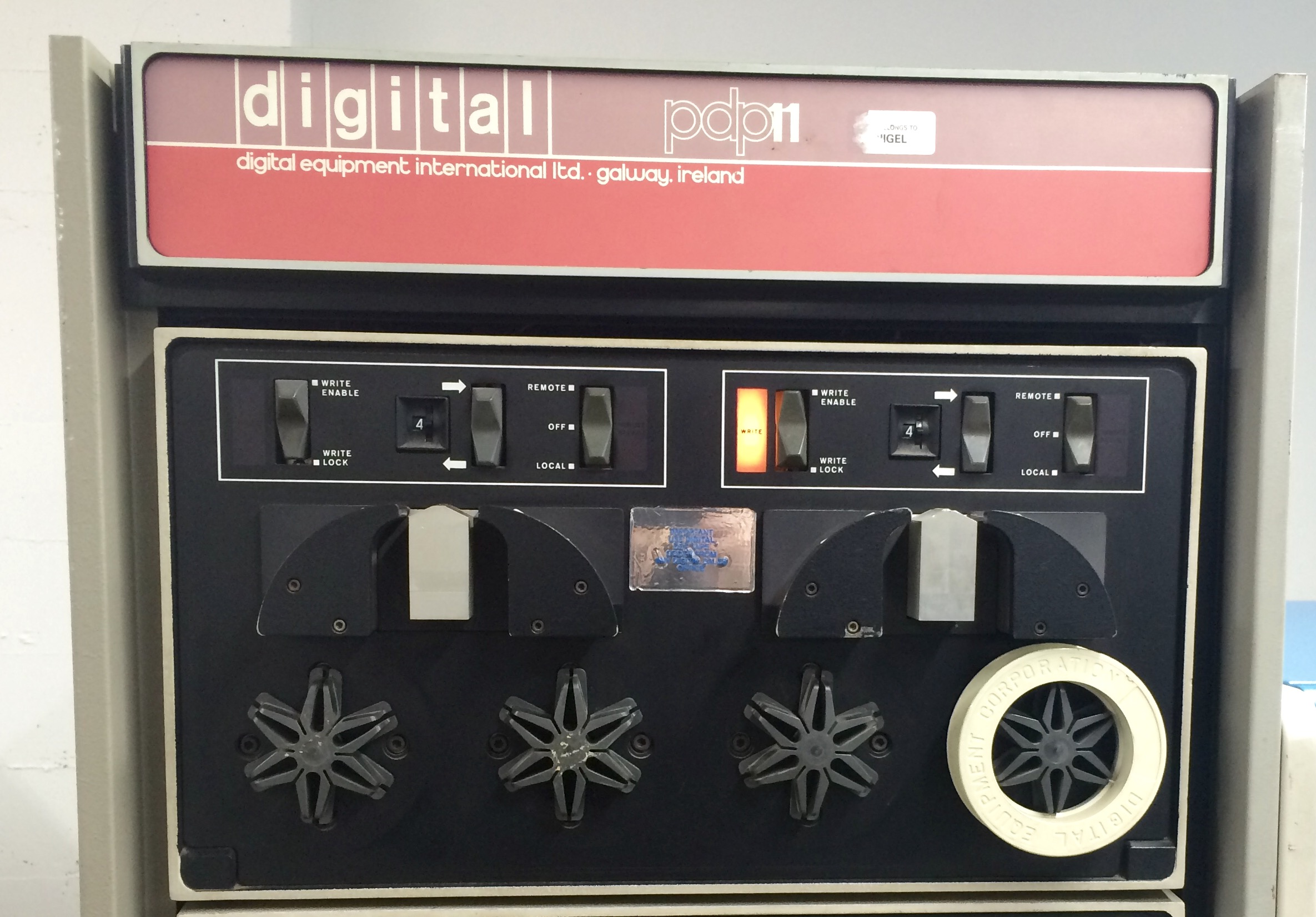
Stacja komputera PDP-11 obsługująca DECTape

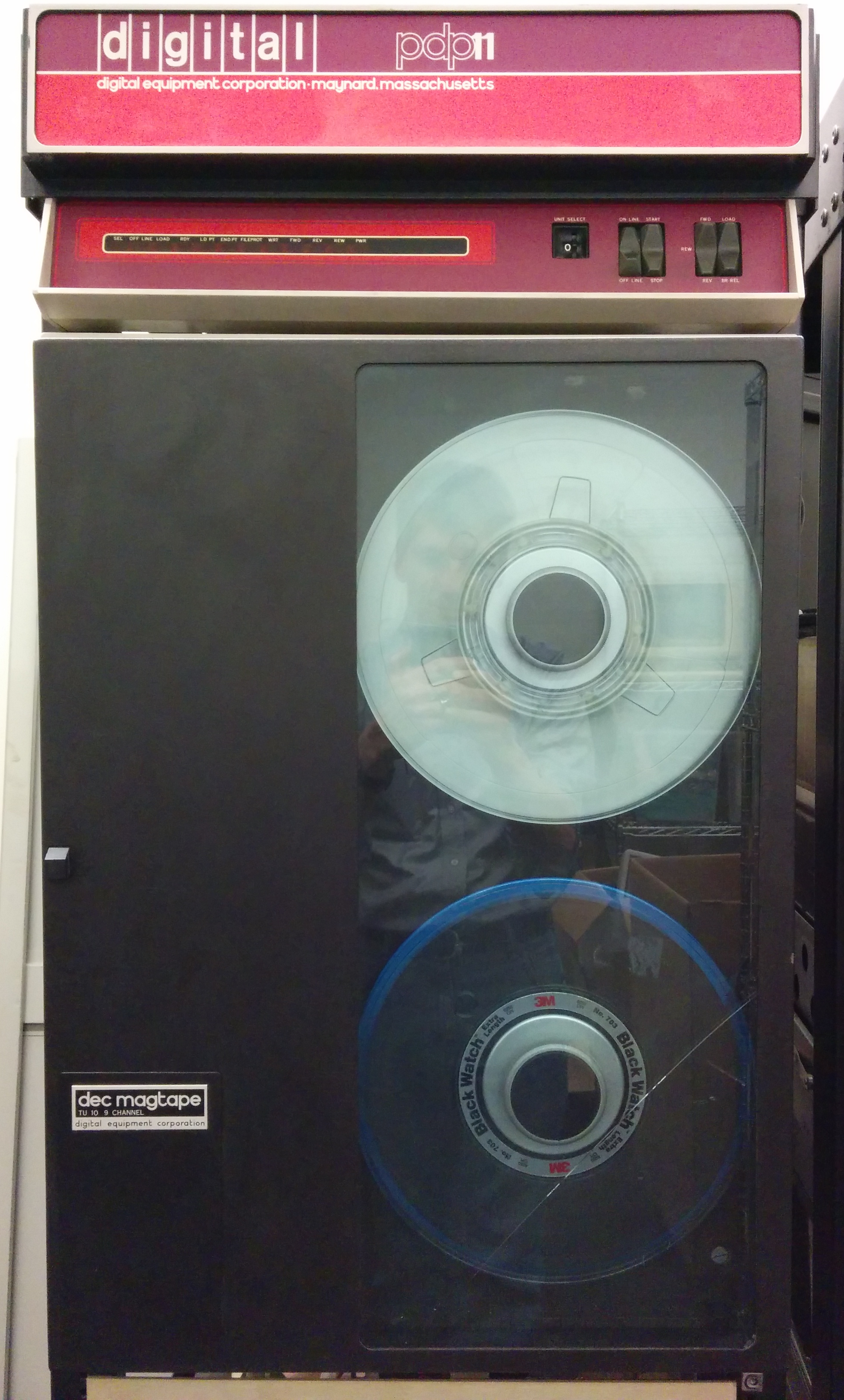
Stacja komputera PDP-11 obsługująca taśmy 9-ścieżkowe

### Stacjetaśm magnetycznych
- TU10 – obsługa klasycznych taśm 5 MB – 20 MB, 2400ft, 0.5".
- TU55 – obsługa DECTape.
- TU56 – udoskonalona wersja TU55.
- TU58 – obsługa DECTape-II.
- TU60 – obsługa DECasette.
- TU80, TU81, TU81+ – obsługa taśm 9-ścieżkowych, używanych przeważnie do robienia kopii zapasowych.

### Stacjedyskietek
- RX01 – wejście na dwie dyskietki 8". Każda o pojemności 250 KB.
- RX02 – wejście na dwie dyskietki 8". Każda o pojemności 500 KB.
- RX50 – wejście na pojedynczą dyskietkę 5.25" 0,8 MB.
- RX33 – wejście na pojedynczą dyskietkę 5.25" 1,2 MB.

### Dyski twarde
| Model | Pojemność | Średni czas dostępu | Czas zmiany ścieżki | Transfer   | Prędkość obrotu |
| ----- | --------- | ------------------- | ------------------- | ---------- | --------------- |
| RS64  | 128 KB    | 17 ms               | –                   | –          | 1800 rpm        |
| RS11  | 512 KB    | 17 ms               | –                   | –          | 1800 rpm        |
| RK03  | 2,4 MB    | –                   | 15 ms               | –          | –               |
| RK05  | 2,5 MB    | –                   | –                   | –          | –               |
| RK06  | 14 MB     | –                   | –                   | –          | –               |
| RK07  | 28 MB     | 49 ms               | 6,5 ms              | 538 KB/s   | 2400 rpm        |
| RL01  | 5,2 MB    | 67,5 ms             | 15 ms               | 512 KB/s   | 2400 rpm        |
| RL02  | 10,4 MB   | –                   | –                   | –          | –               |
| RM02  | 67 MB     | 42,5 ms             | 6 ms                | 806 KB/s   | 2400 rpm        |
| RM03  | 67 MB     | 38,3 ms             | 6 ms                | 1200 KB/s  | 3600 rpm        |
| RM05  | 256 MB    | 31,3 ms             | 6 ms                | 1200 KB/s  | 3600 rpm        |
| RP05  | 40 MB     | –                   | –                   | –          | 2400 rpm        |
| RP06  | 178 MB    | 38,3 ms             | 10 ms               | 806 KB/s   | 3600 rpm        |
| RP07  | 516 MB    | 31,3 ms             | 5 ms                | 1300 KB/s  | 3633 rpm        |
| RA60  | 205 MB    | 50 ms               | 6,7 ms              | 1300 KB/s  | 3600 rpm        |
| RA70  | 280 MB    | 27 ms               | –                   | 1,4 MB/sec | –               |
| RA80  | 121 MB    | –                   | –                   | –          | –               |
| RM80  | 121 MB    | 33,3 ms             | 6 ms                | 1200 KB/s  | 3600 rpm        |
| RA81  | 456 MB    | 36 ms               | –                   | 2,2 MB/s   | –               |
| RA82  | 622 MB    | 32 ms               | –                   | 2,4 MB/s   | –               |
| RD31  | 30 MB     | –                   | –                   | –          | –               |
| RD32  | 42 MB     | –                   | –                   | –          | –               |
| RD52  | 31 MB     | –                   | –                   | –          | –               |
| RD53  | 71 MB     | –                   | –                   | –          | –               |
| RD54  | 159 MB    | –                   | –                   | –          | –               |

## Jednoukładowy procesor PDP-11
Popularność PDP-11 była tak duża, że pierwszy oficjalnie produkowany komputer Elektronika (model BK-0010) do osobistego użytku w ZSRR, nie był oparty na architekturze Intel 8086, ale właśnie na PDP-11. W ZSRR opracowano kopie procesora w jednym układzie. Jako komputer szkolny w tamtym okresie wybrano oparty na takim mikroprocesorze. Gra Tetris została opracowana pierwotnie na jeden z komputerów serii Elektronika, które były właśnie odpowiednikiem PDP-11.
PDP 11 w muzeach
Obecnie w Polsce PDP 11/34  jako jedyny, jest dostępny w Muzeum Historii Komputerów i Informatyki dla zwiedzających. Maszyna jest sprawna technicznie i jest prezentowana w działaniu.

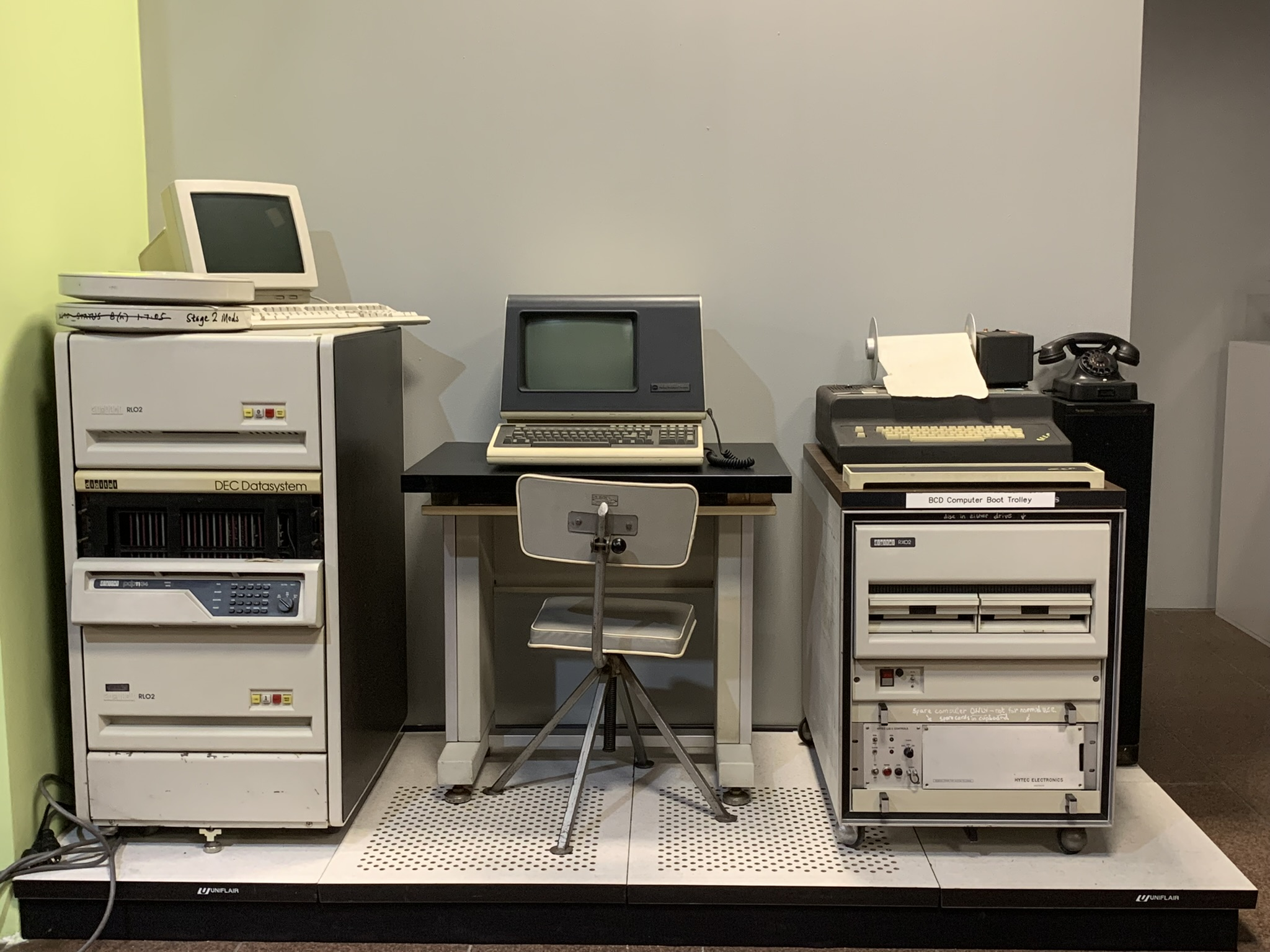
PDP 11/34 w Muzeum Historii Komputerów i Informatyki